# Gilbert Carlton Walker
Gilbert Carlton Walker (South Gibson, 1º agosto 1833 – New York, 11 maggio 1885) è stato un politico statunitense.

## Biografia
Fu il trentaseiesimo governatore della Virginia. Nato nella contea di Susquehanna, studiò all'Hamilton College e poi legge lavorando prima a Owego (dal 1855 al 1859) e poi a Chicago, dal 1859 al 1864.
Il suo corpo venne sepolto al Spring Forest Cemetery.